# Alexander Sacharoff

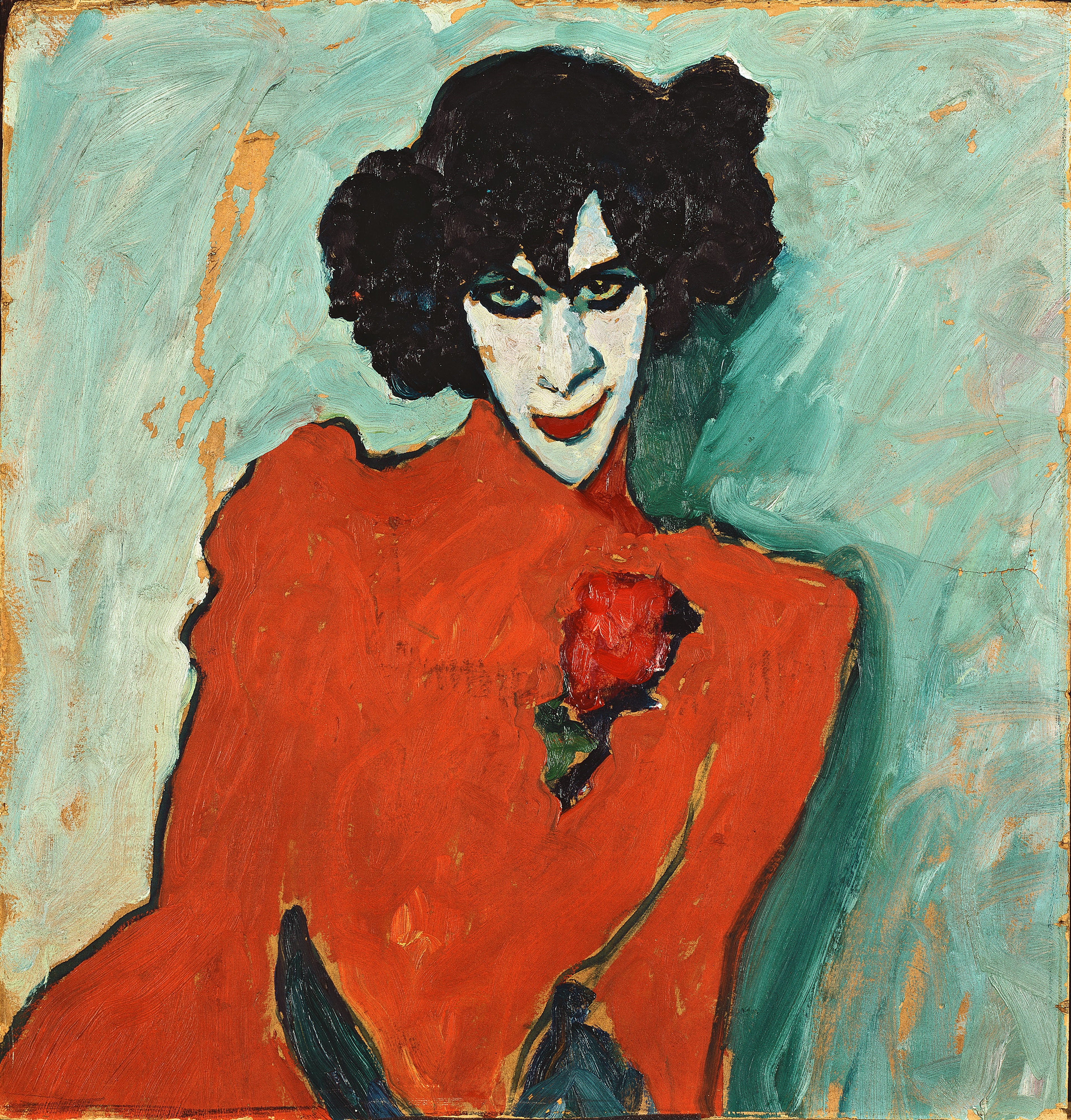
Alexej von Jawlensky: Alexander Sacharoff, 1909

Alexander Sacharoff (russisch Александр Сахаров, in englischer oder französischer Schreibweise auch Sakharov oder Sakharoff, * 14. Maijul. / 26. Mai 1886greg. als Alexander Zuckermann in Mariupol (Russisches Kaiserreich); † 25. September 1963 in Siena) war ein Tänzer, Choreograph, Maler und Pädagoge.
Zusammen mit seiner künstlerischen Partnerin Clotilde von Derp (1892–1974, geboren als Clotilde Margarete Anna Edle von der Planitz), die er 1919 heiratete, schuf Sacharoff eine eigene Form des modernen Tanzes, die er „abstrakte Pantomime“ nannte. Auch seine für ihre Raffinesse berühmten Kostüme entwarf das Paar selbst. Alexander Sacharoff und Clotilde von Derp gelten als eines der berühmtesten Paare in der Geschichte des Tanzes.

## Leben
Alexander Sacharoff war letzter von sieben Söhnen der Maria Polianskaja und des Simon Zuckermann. 1898 zog Alexander nach Sankt Petersburg um, um dort eine weiterführende Schule zu besuchen.
Während seines Jura- und Malereistudiums in Paris von 1903 bis 1905 besuchte Sacharoff eine Vorstellung der Schauspielerin Sarah Bernhardt, bei der diese ein Menuett tanzte. Sacharoff beschloss daraufhin, Tänzer zu werden. 1905 ging Sacharoff nach München und nahm dort zunächst Unterricht – in klassischem Ballett ebenso wie in Akrobatik-Unterricht im Schumann-Zirkus.
1909 trat Alexander Sacharoff der Neuen Künstlervereinigung München bei und arbeitete mit dem russischen Maler Wassily Kandinsky (1866–1944) und dem russischen Komponisten Thomas von Hartmann an der Verwirklichung eines synästhetischen Kunstwerks.
Am 2. Juni 1910 gab Alexander Sacharoff in einem von mythologischen Motiven und der Malerei der Renaissance inspirierten Stück sein Debüt als Solotänzer in der Münchner Tonhalle. Sacharoff ist damit vermutlich der erste männliche freie Tänzer in Europa. Im gleichen Jahr debütierte auch Sacharoffs spätere Partnerin und Lebensgefährtin Clotilde von Derp. Von Derp tanzte damals unter der Leitung von Max Reinhardt beispielsweise die erste Elfe im Mittsommernachtstraum am Münchner Künstlertheater. In den folgenden Jahren trat Sacharoff als Solotänzer in ganz Deutschland auf. Außerdem hatte er Auftritte zusammen mit Rita Sacchetto. 1912 kehrte Sacharoff für kurze Zeit nach Russland zurück.
1913 begegneten sich Alexander Sacharoff und Clotilde von Derp auf dem Münchner Presseball. Ihr gemeinsames künstlerisches Credo hat Sacharoff 1943 in seinem Buch Réflexions sur la danse et la musique (Viau, Buenos Aires 1943) so formuliert: „… Clotilde Sacharoff und ich tanzten nicht mit Musik oder begleitet von Musik: Wir tanzten Musik. Wir machten die Musik sichtbar, indem wir mit den Mitteln der Bewegung ausdrückten, was der Komponist mit den Mitteln des Klangs ausgedrückt hat… Nichts anderes als die vom Komponisten erlebten und vermittels seiner Kunst in Klang verwandelten Seelenzustände, Eindrücke, Empfindungen… Unser Ziel war, den von der Klangmusik ausgedrückten Sinn in die Musik der Bewegung zu übersetzen.“

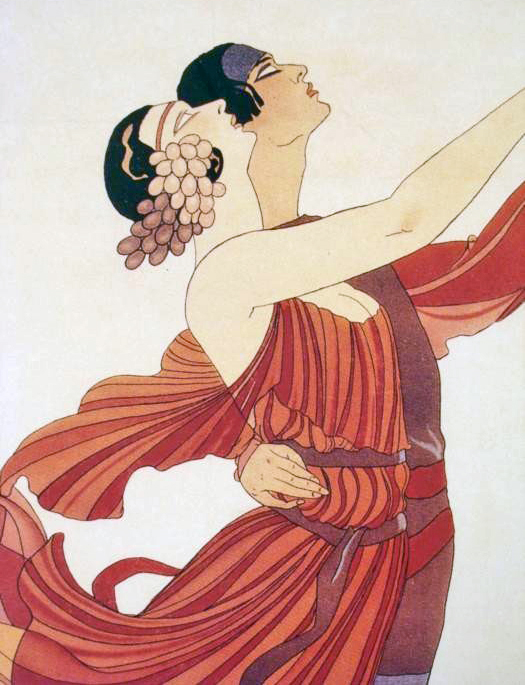
Alexander Sacharoff und Clotilde von Derp, 1921 porträtiert von George Barbier

Als „feindlicher Ausländer“ musste Sacharoff bei Kriegsbeginn 1914 Deutschland verlassen. Das Paar ging deshalb in die Schweiz nach Lausanne, wo Clotilde Ballettunterricht bei Enrico Cecchetti nahm.
Während des Krieges hatten Sacharoff und von Derp zahlreiche Auftritte in der Schweiz. 1919 zeigte das Zürcher Kunsthaus Collagen von Alexander Sacharoff. Ebenfalls in Zürich heirateten am 25. Juli 1919 Clotilde von Derp und Alexander Sacharoff. Edith McCormick Rockefeller finanzierte den beiden ihre erste Tournee in den Vereinigten Staaten.
Am 17. Februar 1920 debütierten die Sacharoffs im New Yorker Metropolitan bei einer Benefiz-Gala. Am 6. April folgte ein Auftritt im New York Globe Theater.
1921 trat das Paar am Pariser Théâtre des Champs-Elysées auf. 1922 folgte ein Erstauftritt in London am Coliseum. Die Sacharoffs ließen sich in Paris nieder.
In den 20er-Jahren reisten die Sacharoffs mit Auftritten durch Europa und in den Mittleren Osten. 1930 kam es zu einer ersten Tournee im Fernen Osten mit Vorstellungen in Shanghai, Peking, Osaka, Tokio, Saigon, der 1934 eine zweite mit Auftritten in der Republik China, dem Japanischen Kaiserreich und auf Java folgte. Direkt nach ihrer Rückreise gingen die Sacharoffs auf Tournee nach Kanada und in die Vereinigten Staaten. Tourneen durch Südamerika mit Auftritten in Havanna, São Paulo, Montevideo und Buenos Aires (Teatro Colon) sowie viele europäische Staaten folgten.

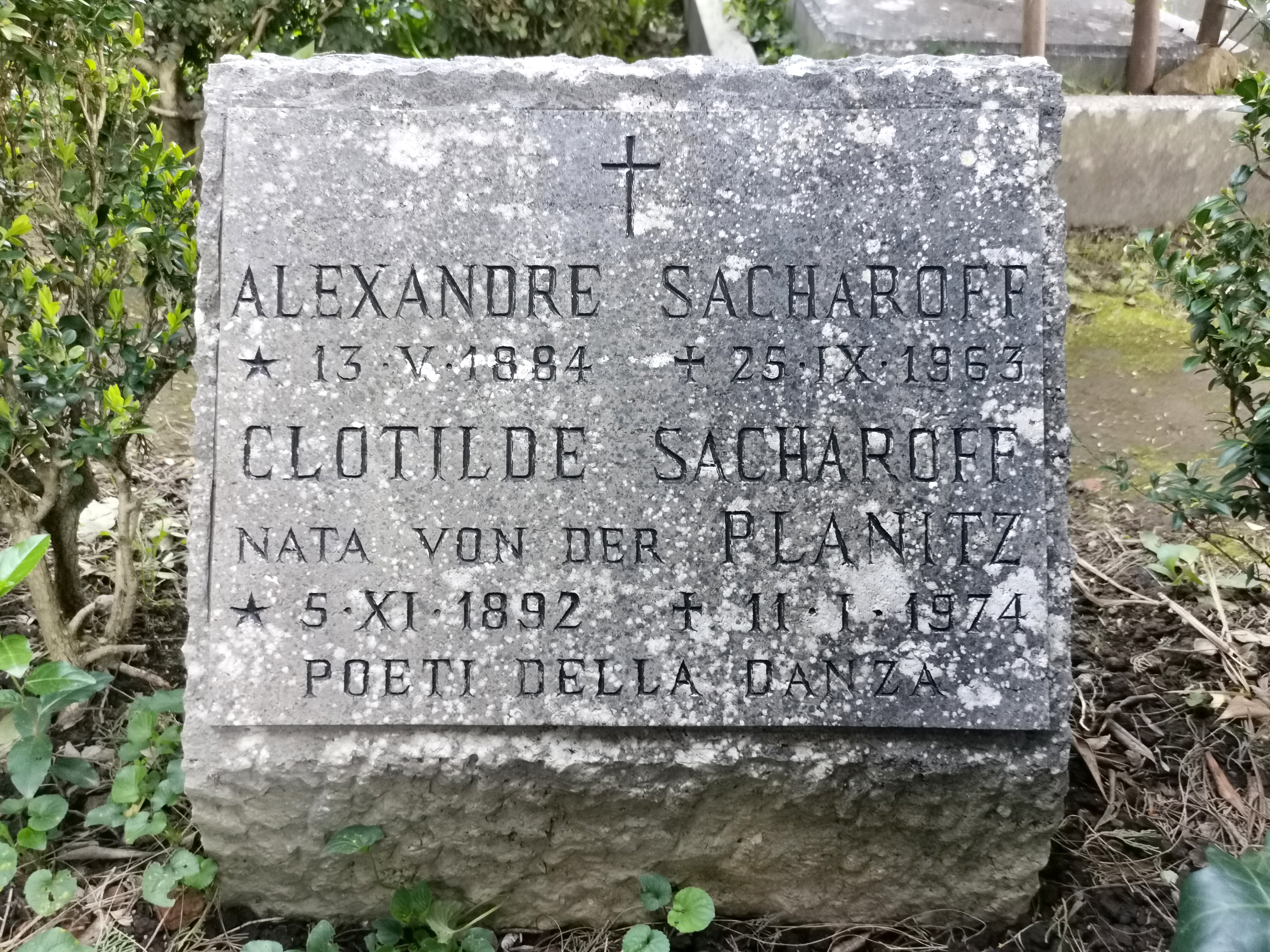
Grab der Eheleute auf dem Nichtkatholischen (Protestantischen) Friedhof Rom

Den Beginn des Zweiten Weltkriegs erlebten die Sacharoffs in Portugal. Da sie nicht in ihre Pariser Wohnung zurückkehren können, ließen sie sich in Lissabon nieder. 1941 emigrierte das Paar nach Südamerika und trennte sich dort. Alexander Sacharoff bezog eine Wohnung in Buenos Aires, Clotilde ging nach Montevideo. Für gemeinsame Tanzprojekte trafen sie sich jedoch auch weiterhin.
1948 kehrte zunächst Clotilde nach Europa zurück, Alexander Sacharoff folgte ihr später nach Paris. Beide traten wieder gemeinsam im Pariser Théâtre des Champs-Elysées auf. 1952 übersiedelten die Sacharoffs nach Rom und begannen, an der Accademia Musicale Chigiana in Siena zu unterrichten.
1954 gaben die Sacharoffs ihre letzte Vorstellung im römischen Teatro Eliseo. Alexander Sacharoff entwarf nun vor allem Kostüme, daneben gab das Paar Sommerkurse in Siena. 1955 präsentierte die Galleria delle Carrozze in Rom in einer zweiten Ausstellung Sacharoffs Collagen, Bühnen- und Kostümentwürfe.
Alexander Sacharoff starb am 25. September 1963 in Siena. Zusammen mit seiner 1974 gestorbenen Frau liegt Sacharoff begraben auf dem Cimitero Acattolico in Rom.

## Tanzdarstellung

### Sacharoff und der Japonismus

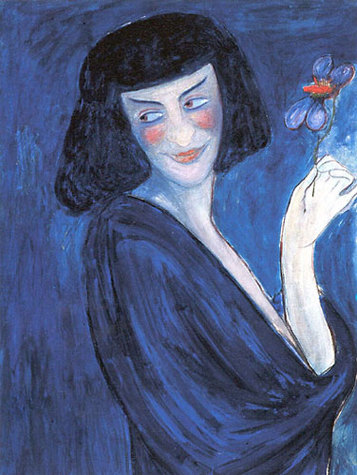
Marianne von Werefkin: Der Tänzer Sacharoff, 1909

Früher meinte man, Sacharoff habe seine neue Art des Ausdruckstanzes im Wesentlichen in Anlehnung an die Antike der Griechen gestaltet. Jedoch verschiedene stilistische und motivische Elemente in Werefkins und Jawlenskys Gemälden, Zeichnungen und Gouachen-, aber auch ein eigenes Selbstbildnis in Tanzpose, machen deutlich, dass sich der Tänzer nicht nur für den allgemeinen Japonismus seiner Zeit begeisterte, sondern auch über eine profunde Kenntnis des japanischen Theaters verfügte.
Das frühestes Indiz seiner Sympathie für die japanische Kultur ist der Erwerb eines Stilllebens von Jawlensky aus der Zeit um 1904, das ein Japanpüppchen vor rotem Hintergrund zum Inhalt hat.
Ansonsten sind es viele Details in Werefkins und Jawlenskys Sacharoff-Darstellungen, die veranschaulichen, wie sehr er der damaligen Japan-Mode aufgeschlossen war. Am bekanntesten sind die plakatartigen Porträts, die den Tänzer in Schminkmaske und in Mie-Pose zeigen, die sich im Münchener Lenbachhaus, in der Stuttgarter Staatsgalerie, in der Asconeser Fondazione Marianne Werefkin und im Wiesbadener Museum befinden.
Als eindeutige motivische Versatzstücke entlehnte Sacharoff z. B. Kimonos aus der japanischen Holzschnittkunst für seine Bühnenauftritte. Besonders auffällig waren Schleppenkleider, die hinten deutlich länger als bodenlang geschneidert wurden. Ungewöhnlich weitausladend stauen sich die Kleiderenden auf dem Boden mit einem „Wulst“ und wurden hinterher geschleift. Jawlenskys Sacharoff-Darstellung, aber auch Sacharoffs Selbstbildnis in Tanzpose zeigt dieses Motiv als rudimentäre „Schleppfalte“, die sich die Künstler am „äußeren Kimono“ – Uchikake, der wie ein offener Mantel über dem Untergewand, Kosode, getragen wird – auf japanischen Holzschnitten abgeschaut haben. Sie wurde in beiden Fällen mit einem weiteren typisch japanischen Motiv kombiniert, nämlich einer Staufalte des Stoffes am vorderen Teil des Kimonos aus der eine Fußspitze hervorschaut. Dabei handelt es sich um den „kurzen Schritt“ bei leicht „abgeknickter Haltung des Oberkörpers“, das der japanischen Kunst eigen- und häufig in deren Holzschnitten anzutreffen ist.
Für Sacharoff, der seine Art des Tanzes weniger als reine Bewegungsabläufe, denn als Bilderfolgen gestaltete, spielten seine Körperhaltung in verschiedenen Senkrechten, Waagerechten und Schrägen eine entscheidende Rolle. Immer wieder stößt man auf Ableitungen aus dem Japanischen. Ungewöhnlich und fremd muten eine Fülle von seiner Gesten der Arme, Hände und Beine an. Wenn z. B. Sacharoff im Moment der Mie-Pose des Stillstands, einer Art des sich „Nicht-Bewegens“, mit schneller, kurzer Bewegung seine rechte Hand mit ausgestreckten Fingern signalhaft aus dem Gewand streckt, hat man unwillkürlich den Holzschnitt des Schauspielers „Otani Oniji“ von Sharaku vor Augen. Kaprizierte Hand- und Fingerhaltungen oder die pathetische Handhabung eines Fächers erscheinen als Rückgriffe auf spezielle Charakteristika der japanischen Schauspielkunst in Werken von Kitagawa Utamaro, Katsushika Hokusai oder Utagawa Kunisada und anderen. Sie geben zu verstehen, dass Sacharoffs Tänze mit Japananleihen durchsetzt wurden.